# بیسهام
بیسهام (به انگلیسی: Bisham) یک روستا و محله مدنی در بریتانیا است که در Windsor and Maidenhead واقع شده‌است. بیسهام ۱٬۱۴۹ نفر جمعیت دارد.